# Semiothisa lapidata
Semiothisa lapidata är en fjärilsart som beskrevs av W. Warren 1906. Semiothisa lapidata ingår i släktet Semiothisa och familjen mätare. Inga underarter finns listade i Catalogue of Life.